# Hásteinsvöllur
Hásteinsvöllur – stadion piłkarski w Vestmannaeyjar w Islandii, na którym swoje mecze rozgrywa zespół Vestmannaeyja. Jego pojemność wynosi 2834 miejsc.